# Hyperthelia kottoensis
Hyperthelia kottoensis är en gräsart som beskrevs av Desc. och Mazade. Hyperthelia kottoensis ingår i släktet Hyperthelia och familjen gräs. Inga underarter finns listade i Catalogue of Life.